# ژان فرانسوا هرناندز
ژان فرانسوا هرناندز (انگلیسی: Jean-François Hernandez؛ زادهٔ ۲۳ آوریل ۱۹۶۹) بازیکن فوتبال اهل فرانسه است.
از باشگاه‌هایی که در آن بازی کرده‌است می‌توان به باشگاه فوتبال رایو وایکانو، باشگاه فوتبال اتلتیکو مادرید، باشگاه فوتبال المپیک مارسی، باشگاه فوتبال سوشو، باشگاه فوتبال کامپوستلا، و باشگاه فوتبال تولوز اشاره کرد.